# یانباتیروفکا
یانباتیروفکا (انگلیسی: Yanbatyrovka) یک شهرک در شهرستان کاراایدلسکی استان باشقیرستان کشور روسیه است.